# Bordel SS
Bordel SS is een Franse sexploitationfilm uit 1978, geregisseerd door José Bénazéraf.

## Verhaallijn
In het door Nazi-Duitsland bezet Frankrijk vaart een Parijs bordeel wel door de aanwezigheid van de nazi's. Wanneer de nazi's erachter komen dat de prostituees ook spioneren namens het verzet besluiten ze om de dames te martelen door middel van elektrocutie. Voor de prostituees is het vervolgens wachten op de bevrijding door de geallieerden.

## Rolverdeling
| Acteur          | Personage            |
| --------------- | -------------------- |
| Brigitte Lahaie | Prostituee           |
| Erika Cool      | Erika, prostituee    |
| Barbara Moose   | Amélie, prostituee   |
| Dolorès Manta   | Prostituee           |
| Fiorentina Fuga | Prostituee           |
| Guy Royer       | SS-Hauptmann Wilhelm |
| Hubert Géral    | Hubert, nazi         |
| Olivier Oll     | SS-kolonel           |
| Pierre Belot    | Collaborateur        |
| Aaron Hauchart  | Nazi                 |
| Alban Ceray     | Bordeelklant         |